# Herman Schueremans
Herman Schueremans (Leuven, 5 januari 1954) is een Belgisch concertpromotor en voormalig politicus voor Open Vld.

## Levensloop
Schueremans begon zijn carrière als rockjournalist voor het Nederlandse blad Muziek Express en medewerker van de A&R-afdeling van platenfirma Warner Records.
In 1972 startte hij in Herent het Park Festival, een klein muziekfestival met een aantal lokale bands. Als muziekjournalist diende hij verslag uit te brengen over een nieuw festival dat in 1974 was opgestart in Werchter, georganiseerd door Hedwig De Meyer. Schueremans en De Meyer beslisten een samenwerking op te starten en gezamenlijk een festival op touw te zetten, Rock Werchter, dat in 1975 voor het eerst werd georganiseerd en in 1977 werd uitgebreid met een editie in Torhout, Torhout-Werchter. De Meyer regelde daarbij de logistiek voor de productie en de contacten met de lokale autoriteiten, terwijl Schueremans zich ontfermde over de boeking van de artiesten en instond voor de concertpromotie.
Doorheen de jaren slorpte de organisatie van het festival steeds meer van zijn tijd en aandacht op en in 1980 werd hij voltijds concertpromotor. Vanwege een gebrek aan opbrengsten werd Torhout-Werchter in 1998 stopgezet en ging Schueremans zich enkel nog toeleggen op Rock Werchter, dat hij in 2001 verkocht aan de Amerikaanse eventorganisator Live Nation. Hijzelf ging er aan de slag als concertpromotor en werd in die hoedanigheid hoofdorganisator van Rock Werchter, TW Classic, dat in 2002 van start ging, en Werchter Boutique, dat voor het eerst werd georganiseerd in 2008. Verder was hij ook jurylid voor het VTM-programma Idool in 2007.
Schueremans werd ook actief in de politiek. Aanvankelijk was hij lid van de CVP, maar in 2001 trad hij toe tot de NCD, een afscheuring van de CVP onder leiding van onder meer Johan Van Hecke, die de partij te conservatief vonden. De NCD fuseerde in 2002 met de liberale VLD.
Bij de derde rechtstreekse Vlaamse verkiezingen van 13 juni 2004 werd hij verkozen in de kieskring Vlaams-Brabant. Ook na de volgende  Vlaamse verkiezingen van 7 juni 2009 bleef hij Vlaams volksvertegenwoordiger tot eind 2012. Als Vlaams Parlementslid zetelde hij in de commissie Cultuur, Jeugd, Media en Sport, waarvan van 2004 tot 2009 als secretaris. Begin januari 2013 werd hij in het Vlaams Parlement opgevolgd door Jo De Ro. Schueremans wilde zich helemaal toeleggen op zijn engagement bij concertorganisator Live Nation.
Bij de gemeenteraadsverkiezingen in oktober 2006 bemachtigde Schueremans een zetel in de gemeenteraad van Keerbergen, maar hij nam de functie niet op. Jens Eggers volgde hem op.
In 2013 kreeg Schueremans de Lifetime Achievement Award van de European Festival Awards voor zijn verdiensten voor België en festivals met Rock Werchter. In 2017 kreeg hij de eerste Sector Lifetime Achievement Award op de MIA's.